# Megalognatha bicostata
Megalognatha bicostata es una especie de insecto coleóptero de la familia Chrysomelidae.
Fue descrita científicamente en 1889 por Allard.